# 齊布卡尼鄉
47°06′N 26°32′E / 47.100°N 26.533°E
齊布卡尼鄉（羅馬尼亞語：Comuna Țibucani, Neamț），是羅馬尼亞的鄉份，位於該國東北部，由尼亞姆茨縣負責管轄，面積50平方公里，海拔高度328米，2007年人口4,514，人口密度每平方公里91人。